# حمده خمیس
حَمده خمیس احمد (۱۹ اوت ۱۹۴۸) شاعر و روزنامه‌نگار بحرینی-اماراتی است. در منامه به دنیا آمد. لیسانس علوم سیاسی از دانشگاه بغداد گرفت. پس از پایان تحصیلات خود، در زمینهٔ آموزگاری و روزنامه‌نگاری مشغول به کار شد. به عنوان روزنامه‌نگار برای شماری از روزنامه‌های خلیجی کار کرد. اولین تلاش‌های شعری خود را در سال ۱۹۶۹ با عنوان «قطعه‌ها» منتشر کرد. شعرهای خود را در روزنامه‌ها و مجلات گوناگون عربی به چاپ رساند و دارای مجموعه شعرهای بسیاری است که نشر آن‌ها در سال ۱۹۷۹ با مجموعهٔ «عذرخواهی از کودکی» آغاز کرد. او شاعری نوگرا مبتنی بر شعر آزاد است و یکی از شاعران زن پایه‌گذار شعر مدرن عربی در منطقهٔ خلیج شمرده می‌شود.

## زندگی و پیشه
حمده بنت خمیس احمد در ۱۹ اوت ۱۹۴۸ در منامه به دنیا آمد و در آنجا بزرگ شد. در خانواده‌ای پنج نفره به دنیا آمد که پدرش در زرگری و غواصی مروارید کار می‌کرد و مادر، به تربیت دخترانش می‌پرداخت. حمده در مدرسه رفاعهٔ شرقی در بحرین تحصیل کرد و پس از فراگیری خواندن پیش از رسیدن به سن مدرسه، از همان سال‌ها چراغی روشن می‌کرد، خودش را با پتو می‌پوشاند و تا سحر می‌خواند. مدیر مدرسهٔ دورهٔ راهنمایی و دبیرستان او، هر بار که برای تعطیلات به بیروت می‌رفت از او می‌پرسید چه کتابی نیاز دارد، حمده عناوین کتاب‌هایی را که اغلب در رادیو شنیده بود، برای او می‌نوشت؛ مدیر آن کتاب‌ها را برایش می‌آورد و حمده آن‌ها را به مدرسه می‌برد، برنامهٔ درسی را باز می‌کرد و کتابی را می‌خواست بخواند در کشوی نیمکت می‌گذاشت، عینک تیره می‌زد به این بهانه که از چشمان سوزانش محافظت می‌کند تا معلم نبیند به کجا نگاه می‌کند، در حالی که معلم مشغول درس دادن بود، حمده، رمان، ادبیات و فلسفه می‌خواند. به خاطر عینک آفتابی مشکی‌اش، همکلاسی‌هایش به او لقب «طه حسین» دادند.در آن دوره آثار داستایوفسکی، چارلز دیکنز، جبران خلیل جبران و طه حسین را خواند. در شعر تحت تأثیر ایلیا ابوماضی بود و بعدها تحت تأثیر خلیل حاوی قرار گرفت.حمده خمیس تحصیلات خود را تا دبیرستان در بحرین به پایان رساند. برای تحصیلات دانشگاهی به عراق رفت و مدرک لیسانس اقتصاد و علوم سیاسی را از دانشگاه بغداد گرفت.
پس از بازگشت، او برای بریتیش ایرویز کار کرد و سپس به مدت شش سال عنوان معلم در بحرین مشغول شد تا اینکه استعفا داد و به شارجه بازگشت تا با مادرش زندگی کند. او کار روزنامه‌نگاری روزانه را آغاز کرد و به عنوان خبرنگار برای مجلات عربی خلیجی، از جمله «الازمان العربیه»، «الاتحاد»، «الفجر» کار کرد و نویسندگی منبع امرار معاش او شد. به عنوان خبرنگار از بحرین برای روزنامهٔ اماراتی «الفجر» و روزنامهٔ سعودی «الیوم» از بحرین کار کرد. در دمشق نیز زندگی کرد و از سال ۱۹۹۲ به‌طور دائم در شارجه، امارات اقامت دارد و در آنجا صاحب یک انتشارات است. او یکی از اعضای مؤسس انجمن نویسندگان بحرین، عضو اتحادیهٔ نویسندگان امارات متحده عربی و اتحادیهٔ عمومی نویسندگان عرب است.

## زندگی شخصی
حمده خمیس در سال ۱۹۸۰ با احمد الذوادی (۱۹۳۸ – ۸ ژوئیه ۲۰۰۶)، فعال سیاسی کمونیست بحرینی، ازدواج کرد و از او، یک دختر به نام ریم و یک پسر به قیس به دنیا آورد. سپس با محمد الماجد (۲۱ مارس ۱۹۴۲ – ۱۱ سپتامبر ۱۹۸۶)، نویسنده و روزنامه‌نگار بحرینی، ازدواج کرد.او در محلهٔ الحیره در شارجهٔ کهن زندگی می‌کند، عاشق کشاورزی است و در خانهٔ خود گل و گیاه می‌کارد و صاحب یک باغ خانگی است که خودش کاشته است. خانه‌ای که در آن زندگی می‌کند، اتاق به اتاق آن را با طراحی خودش ساخته است، قبلاً فقط یک اتاق بود با امکاناتی که سلطان بن محمد القاسمی، عضو مجلس عالی شارجه، به عنوان کمک مالی دولت برای زنان بیوه به مادرش داده بود، پس از بازسازی دارای نه اتاق شد. به خیاطی علاقه دارد و لباس‌های خود و دوستانش و بعداً لباس‌های پسران و دخترانش را دوخت. وقتی دختر بچه بود، عاشق موسیقی شد و بعدها نواختن پیانو فراگرفت. خمیس همچنین به نقاشی علاقه دارد.در ژوئیهٔ ۲۰۲۴ پس از لیز خوردن در خانهٔ خود در شارجه، دچار آسیب‌دیدگی ستون فقرات شد و متعاقباً برای معالجه و مراقبت‌های پزشکی در بیمارستان بستری شد.

## آثار
از جمله مجموعه‌های شعری وی:
- اعتذار للطفولة:، دار الغد، بحرین، ۱۹۷۸.
- الترانيم: دار الفارابی، بیروت، ۱۹۸۵.
- مسارات: دار الحوار، امارات، ۱۹۹۳.
- أضداد: اتحادیهٔ عمومی نویسندگان عرب، امان، ۱۹۹۴.
- عزلة الزمان: دار الکنوز، بیروت، ۱۹۹۹.
- مس من الماء: اتحادیهٔ عمومی نویسندگان امارات، ۲۰۰۰.
- غبطة الهوى.. عناقيد الفتنة: دو مجموعه، وزارت ارتباطات، بحرین، ۲۰۰۴.
- في بهو النساء: انجمن نویسندگان بحرین، ۲۰۰۵.
- تراب الروح: دار حوران، دمشق، ۲۰۰۶.
- إس إم إس: اداره فرهنگ و میراث ابوظبی، ۲۰۱۰.
- وقع خفيف: اتحادیهٔ نویسندگان امارات، ۲۰۱۲.
- طوق الغواية: باشگاه میراث امارات، ۲۰۱۲.
- في مديح الحب: دار الصدی، دبی، ۲۰۱۳.
- سيد المجد: اتحادیهٔ نویسندگان امارات، ۲۰۱۵.
- نقش في السديم: اتحادیهٔ نویسندگان امارات، ۲۰۱۶.
- إذا ما قلت لا أدري فلا تغضب:، افکار للثقافه والنشر، ۲۰۱۶.
- إيقاعات على وتر الوجود: دار المحیط، فجیره، ۲۰۲۳.

دیگر آثار:
- سلطة البلاغة في الخطاب العربي:اتحادیهٔ نویسندگان امارات، ۲۰۱۸.